# غورغيت تشن
غورغيت تشن (بالصينية: 张荔英) هي رسامة صينية، ولدت في 1906 في تشيجيانغ في الصين، وتوفيت في 15 مارس 1993 في سنغافورة.